# Нючкина
Нючкина — река в России, протекает по территории Заозерского сельского поселения Прионежского района Республики Карелии. Длина реки — 11 км.

## Общие сведения
Течёт преимущественно в юго-западном направлении. Имеет правый приток — реку Холодную.
Впадает на высоте 33,4 м над уровнем моря в Логмозеро, соединяющееся протокой с Онежским озером.
Населённые пункты на реке отсутствуют.
Код объекта в государственном водном реестре — 01040100612102000014788.